# Лука Прошић
Лука Прошић (1935—2018) био је редовни професор Филолошког факултета у Београду, филозоф, песник и есејиста.
Лука Прошић је рођен у Смољани код Петровца 1935. године. У звању редовног професора предавао је Увод у филозофију на Семинару за друштвене науке Филолошког факултета у Београду до 2003 године; на Филозофском факултету у Нишу предавао је Историју социјалних теорија и Социологију сазнања; на одсеку за филозофију на Филозофском факултету у Приштини предавао је Историју филозофије, а на Филолошко-уметничком факултету у Крагујевцу Увод у филозофију.  Био је уредник часописа Градина у Нишу.
Аутор је значајних дела из историје филозофије, а подручје његовог истраживачког рада обухватало је и филозофију политике, филозофију и социологију науке, онтологију и антропологију, као и теорију књижевности. Паралелно са научним и предавачким радом, био је веома посвећен и поезији. Објавио је неколико значајних књига поезије у којима је веома аутентично повезао своју професију филозофа и своју вокацију песника.

## Књиге
- Игра и време. 1972.
- Реч и род. 1982.
- Јесмо, једном. Записи. 1985.
- Филозофске основе младог Маркса. 1989.
- Хајдегерове слике. 1995.
- Никуда. 1996.
- Увод у филозофију: стара грчка филозофија. 1997.
- Поезија Добривоја Јефтића: успињање уз чистоту. 1998.
- Увод у филозофију: историја филозофије. 2000
- Ромски есеји. 2005.[5][6][7]
- Мелпомена. 2008.[8][9]
- Кишни мантил. Трансцеденција. 2014.[10][11]
- Аутобиографија. Моја браћа. 2017.[12]